# Rantau Keloyang
Rantau Keloyang is een bestuurslaag in het regentschap Bungo van de provincie Jambi, Indonesië. Rantau Keloyang telt 3205 inwoners (volkstelling 2010).